# 尤金·特雷布兰奇
尤金·內伊·特雷布兰奇（阿非利卡语： [ɪə̯ˈʒɛn ˈnɛj tərˈblɑ̃ːʃ]，1941年1月31日—2010年4月3日），是南非极右翼政治组织阿非利卡人抵抗運動的前任领袖兼發起人。他也是一名支持种族隔离的白人至上主义者。

## 遇害
2010年4月3日，特雷布兰奇在西北省的芬特斯多普自家农场附近，遭两名年齡分別為15歲及21歲的黑人工人用棍棒打死。南非警方指，谋杀事件是工资纠纷而引起。該兩名工人对警察说，他们曾經与特雷布兰奇发生争吵，因为他没有支付酬劳。两名袭击者已被警方逮捕，并控以谋杀罪。
特雷布兰奇的支持者认为他的遇害与一首反对种族隔离的歌曲有关。非洲人國民大會青年聯盟前主席朱利葉斯·馬萊馬经常唱这首歌曲，歌词中写到要“杀死布尔人”（kill the Boer）。
時任南非总统雅各布·祖玛发表声明，谴责杀害特雷布兰奇一事，并呼吁南非人民不要因為此事产生种族仇恨。
特雷布兰奇遇害亦引起国际社会关注南非攻擊農場情況。

## 外部連結
- Interview by Mail and Guardian （页面存档备份，存于）
- Eugene Terre'Blanche, 2006 interview on The Right Perspective （页面存档备份，存于）
- Eugene Terre'Blanche, 2007 interview on The Right Perspective (Geloftedag Celebration)
- Obituary: Eugene Terre'Blanche （页面存档备份，存于）, BBC News

 本文全部或部分内容来自美国联邦政府所属的美国之音网站。根据版权条款（英文）和有关美国政府作品版权的相关法律，其官方发布的内容属于公有领域。